# Боаденгам
Боаденгам (фр. Boisdinghem) насеље је и општина у североисточној Француској у региону Север-Па д Кале, у департману Па де Кале која припада префектури Сент Омер.
По подацима из 2011. године у општини је живело 237 становника, а густина насељености је износила 75,72 становника/km². Општина се простире на површини од 3,13 km². Налази се на средњој надморској висини од 166 метара (максималној 167 m, а минималној 104 m).

## Демографија
| 1962. | 1968. | 1975. | 1982. | 1990. | 1999. | 2011. |
| ----- | ----- | ----- | ----- | ----- | ----- | ----- |
| 131   | 149   | 141   | 158   | 176   | 191   | 237   |

График промене броја становника у току последњих година